# کوه کنار
کوه کنار یک روستا در ایران است که در دهستان شعبان (مشگین‌شهر) واقع شده‌است. کوه کنار ۱۶۹ نفر جمعیت دارد.